# Wredenhagen

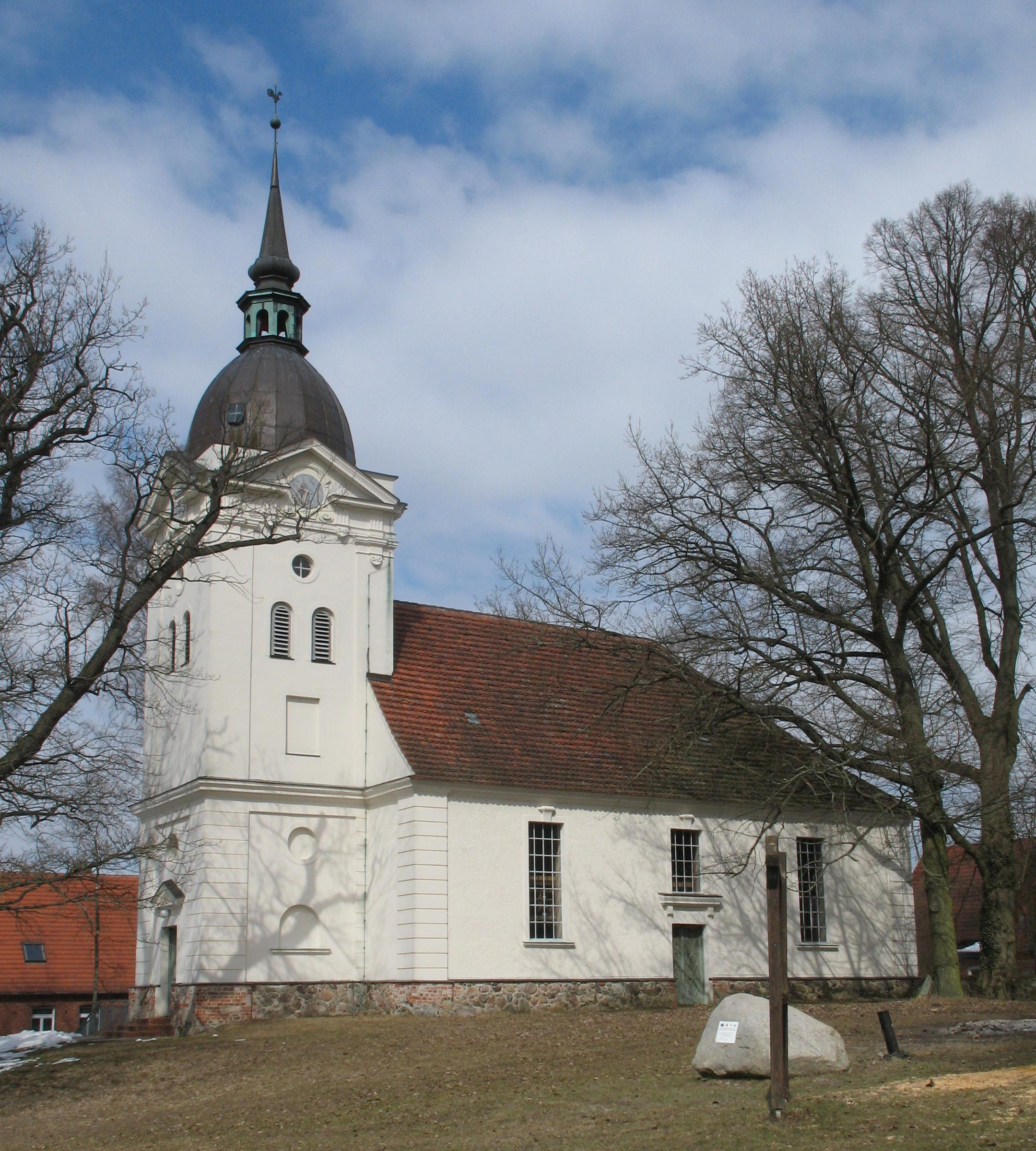
Chiesa

Wredenhagen è una frazione del comune di Eldetal nel Meclemburgo-Pomerania Anteriore, in Germania.
Appartiene al circondario della Seenplatte del Meclemburgo ed è parte della comunità amministrativa (Amt) di Röbel-Müritz.
Il 26 maggio del 2019 è stato unito ai comuni di Grabow-Below, Massow e Zepkow per costituire il comune di Eldetal.